# The Romance of Hine-moa
The Romance of Hine-Moa là một bộ phim của Anh năm 1927 lấy bối cảnh ở New Zealand, được đạo diễn và sản xuất cho Gaumont British bởi Gustav Pauli. Bây giờ nó đã mất. Tạp chí thương mại Bioscope cho biết đây là một "câu chuyện tình yêu quyến rũ minh họa một huyền thoại Maori cũ, được Maoris hành động hoàn toàn trong những vùng đất xung quanh đẹp và thú vị".

## Âm mưu
Cốt truyện là câu chuyện truyền thống về tình yêu của Hinemoa và Tutanekai từ các bộ lạc đối thủ. Phiên bản của Pauli chuyển sự nhấn mạnh từ bơi của Hinemoa qua hồ để gặp người yêu của cô đến thử thách của Tutanekai đi qua Thung lũng lửa, miệng núi lửa đang hoạt động. Được phát hành vào năm 1927, nhưng Thủ tướng New Zealand Gordon Coates đã tham dự một chương trình đặc biệt của Gaumont ở Anh vào ngày 16 tháng 12 năm 1926.

## Diễn viên
- Maata Hurihanganui. . . Hine-Moa
- Akuhato. . . Gia sư